# Amegilla africana
Amegilla africana es una especie de abeja excavadora perteneciente al género Amegilla, categorizada en la tribu Anthophorini, de la subfamilia Apinae.
Fue descrita por el entomólogo alemán Heinrich Friedrich August Karl Ludwig Friese en 1905. Aparece registrada y publicada en una sección de Zeitschrift Für Systematische Hymenopterologie Und Dipterologie, Vol. 4. de 1905.

## Distribución
Se distribuye por varios países del continente africano, entre ellos, Sudáfrica, Namibia, Malaui, Zimbabue, Mozambique, Tanzania, Uganda, República Democrática del Congo y Angola (comuna de Malanje).